# A7V
突撃戦車 A7V（独: Sturmpanzerwagen A7V）は第一次世界大戦末期の1918年に実戦投入されたドイツで最初の戦車である。膠着状態に陥った塹壕線を突破することを目的として開発された。

## 前史
イギリス、フランスと比肩する工業国であったドイツにおいて、初期の戦車にあたる兵器が最初に検討されたのは、オーストリア軍将校グンター・ブルスティン (Günther Burstyn) が1911年に提案した自走砲架「モトーア・ゲシュッツ」 (Motorgeschütz) で、当時としては斬新な旋回式砲塔を持った装輪装軌併用式車両であった。オーストリア・ハンガリー戦争省とドイツ陸軍省は、この兵器を検討調査したものの、採用しなかったので、実車は製作されなかった。ブルスティンは、モトーア・ゲシュッツの特許のみを取得した。現在、ウィーン軍事史博物館に、モトーア・ゲシュッツの実物大模型が、収蔵されている。
その後、1913年にフリードリヒ・ゲーブレ (Friedrich Goeble) が陸上装甲巡洋艦 (Landpanzerkreuzer、ラントパンツァークオイツァー) の提案を行ったが、この車両には履帯が1基装着されていたものの走行機能は無く、計画は中止された。ゲーブレは再度、全長35.75メートルの車両を設計したが、これも採用されなかった。
イギリスが『陸上軍艦』の計画を進めている事は諜報活動によりドイツ側にも伝わっていたが、ドイツの装甲戦闘車両開発が進められる事は無かった。1916年9月にMk.I戦車が戦場に登場すると、企業から戦時省へ様々な試作案が持ち込まれた。その中で、ブレーマー・マリエン・ヴァーゲン (Bremer Marien Wagen) が開発された。これはダイムラーの4トントラックの後輪を履帯化した半装軌車で、1916年10月には前車輪も非駆動ながら装軌化され、1917年3月には装甲化も行われたが、テストの結果は芳しい物では無かった。武装も搭載する計画があったが、装甲トラックの域を出る物ではなく、戦闘車両としては採用されず、後に輸送車として使用された。

## 設計と生産
イギリス軍のMk.I戦車が初めて実戦に投入されたのは1916年9月15日、ソンム会戦の事であった。Mk.I戦車は局地的には効果を発揮しドイツ軍には衝撃を持って迎えられたが、結果としては膠着状態を打破することは出来ず、協商国の戦線が11キロメートル余り前進するにとどまった。
しかしドイツではこれを受けてドイツ軍最高司令部 (OHL) が戦時省運輸担当第7課 (Abteilung 7 Verkehrswesen des Allgemeinen Kriegsdepartements im Preußischen Kriegsministerium) に同種の戦闘車両の開発を命じた。要求性能は、あらゆる地形に適応したうえで、前部・尾部に1門ずつの主砲と、側面に機関銃を装備して、時速10 km - 12 km で移動し、幅1.5メートルの塹壕を突破できる能力である。これを満たす車輌として、重量30トンの車体に80 - 100馬力のエンジンを搭載することとされた。非武装の輸送型では4トンの積載能力が求められた。
1916年11月13日に、ダイムラー社など有力企業数社と、ドイツ陸軍将校によって構成された交通技術試験委員会 （Verkehrstechnische Prüfungskommission (VPK)）および戦時省のあいだに、後に A7V となる全地形走行車両 (Geländespanzerwagen) の開発に関する契約が結ばれ、同年12月22日には開発予算が認められた。これにより、研究段階に止まっていたドイツの装甲戦闘車輛開発が具体化に動き出した。設計責任者はヨーゼフ・フォルマー技師とされた。
開発にあたり、アメリカのホルト社（現在のキャタピラー社）のドイツ国内代理人であるヘール・シュタイナーがアドバイザーとして呼ばれた。またフォルマー技師の提案により、コスト低減と開発を急ぐためにブダペストでライセンス生産されていたホルト社の農業用トラクターが購入された。研究はこれを分解調査するところから始まった。ホルトトラクターは先んじて戦車開発を行っていたイギリスやフランスも参考にしていたものであり、この車輌の構造そのままでは不整地走行能力が不足していたため、大型化とサスペンションの改良が行われた。
1917年1月に最初のプロトタイプが完成したが、機密を維持するために開発部門の頭文字を取った A7V がそのまま名称となった。これには、ヨーゼフ・フォルマー（Joseph Vollmer）からVの字が取られたとも言われている。1917年4月にはシャーシのみの状態で走行試験を開始した。
1917年5月14日にドイツ国内マインツ近くの演習場で木製のボディを被せた試作車輛のデモンストレーションを見学したドイツ軍最高司令部は、さらに10輌の追加生産を命じた。これら20輌の A7V でもって、2個戦車隊（各5輌）を編成して残る10輌は予備とすることを決定した。
生産型には尾部の砲は搭載されず、木製の試作車輛にあった尾部の超壕用ガイド（ルノー FT-17の尾部と同様）も取り付けられなかった。その後も繰り返しテストが行われたが、エンジンの出力不足や冷却などは根本的な解決に至らなかったようだ。
基本となる生産はベルリンのダイムラー社が行い、装甲板はエッセンのクルップ社とステフェンス&ネーレ社、ギアボックスはフランクフルトのアドラー社が担当した。最初の車体は1917年9月に完成し、武装なども施された車輌が納入されたのは1917年10月1日であった。1917年12月1日には、戦車型（Sturmpanzerwagen）10輌と、同じシャーシを利用した装甲のない兵員・弾薬輸送車型 (Überlandwagen) 90輌の計100輌が発注された。これを1918年に予定されていた春季攻勢に間に合わせるように求められていたが、ダイムラー社の生産能力は月産5輌程度で、参謀本部もUボートや飛行機の生産に資源や工業力を注力させていたため、休戦までに生産されたのは、戦車型が試作もあわせて22輌（524号車はA7V-Uの試作に流用されたため実際は21輌）、兵員・弾薬輸送車型が30輌程度にとどまった。

## 運用

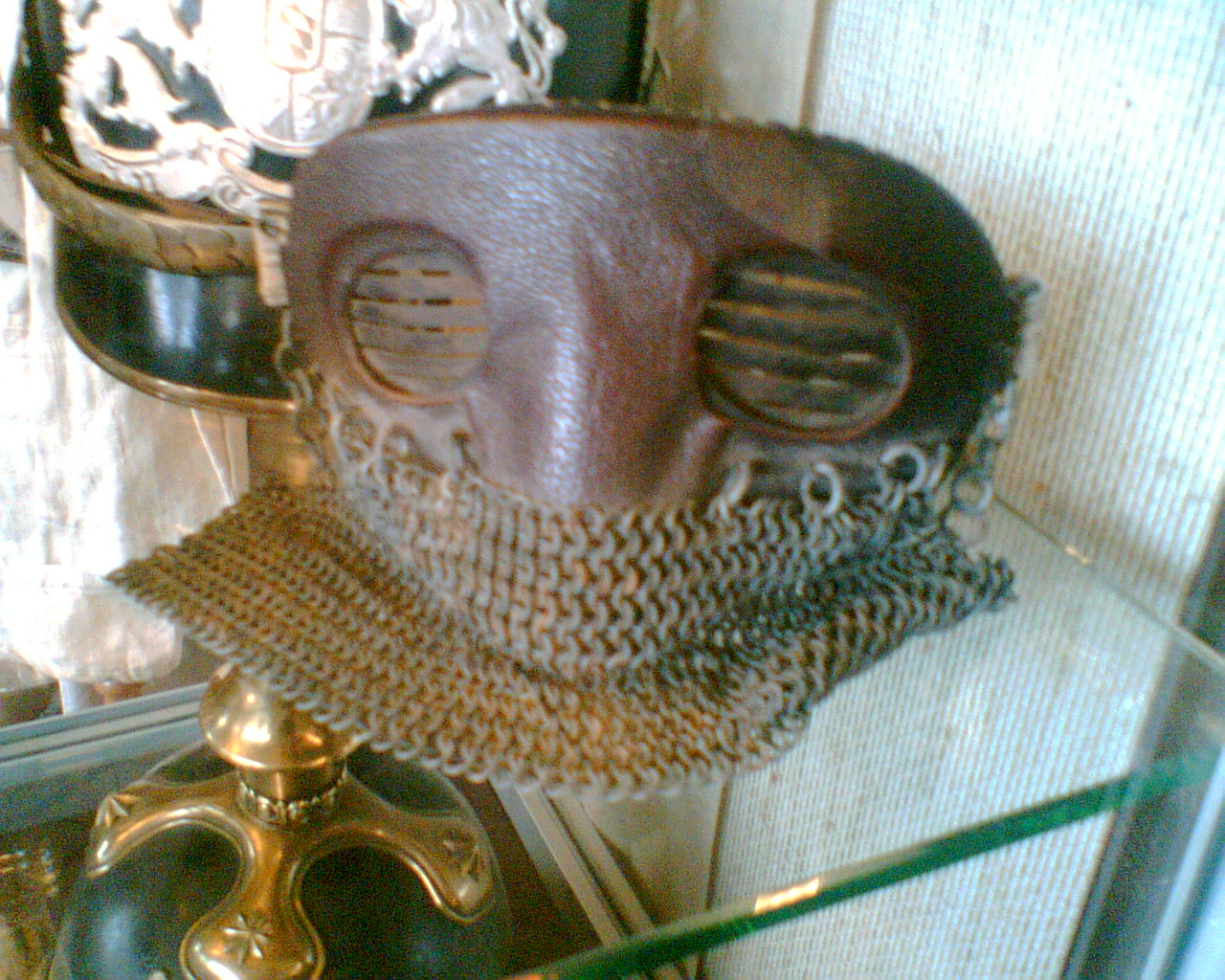
当時の戦車兵用マスク。車内に飛び込んできた弾片から顔面を保護するためのもの。

1917年10月には部隊配備が開始され、1918年2月27日には皇帝ヴィルヘルム2世の閲兵を受けた。
ホルト社が初期の実用履帯式トラクターを商品化してからまだ10年ほどであり、ヨーロッパに存在するほとんどのトラクターがホルト社またはホルト社のライセンスを受けて生産されたものであった。足回りは片側に計15個の小型転輪を並べたもので、これはホルトトラクターを参考にした戦車に共通する特徴である。これを5個で一組、両側で合計6組をそれぞれコイルスプリングで車体に取り付けた。しかし、実戦場では軟弱地での走行性能の低さが問題になった。
イギリスが戦車開発にあたり超壕性能（掘り下げられた壕を超える能力）や超堤性能（盛り上げられた段差を超える能力）を考慮し、ホルトトラクターの形式を採用せず、車体全周を覆う菱形の履帯配置に落ち着いたのに対して、A7V は履帯の接地長に対して車体のオーバーハングが長く最低地上高もわずか20 cmであった。そのため泥濘地や砲撃によって出来た窪地など複雑な地形を走行する能力が低かった。
本車は車体中央にエンジンを搭載し、その上に操縦席を設けている。エンジン一基では能力不足であったため、ダイムラー社の液冷直列4気筒100馬力ガソリンエンジンを二基搭載した。これは当時のドイツでは小型の200馬力エンジンとそれに耐える高速小型クラッチを製造出来なかったためであった。足回りは前述の農業用トラクターを参考に全長を延長したものが用いられた。ギアボックスは前進一段・後進一段で、エンジンは過負荷の影響を常に受けた。二基搭載された各エンジンが左右それぞれの履帯を動かしていたため操縦は難しかった。
車内には天井から、つり革代わりの先端を結んで玉にした荒縄がぶら下がっており、これは現在ムンスター戦車博物館にあるレプリカでも再現されている。
乗員は車長、操縦手、機関手、機関手兼信号手、主砲担当の砲員（砲手・装填手）、機関銃担当の銃手（射手6名・給弾手6名）と多く、合計18名であった。状況によってさらに多くの兵士が同乗する場合もあり、最大で26名が乗車した。独自兵科としての戦車部隊ではなかったため、乗員は砲兵部隊や歩兵部隊、自動車部隊などからそれぞれ融通された。
車輌同士の連絡は明滅信号で行われ、後方との連絡は伝令か軍鳩で行われた。連絡用の伝書鳩が配備された場合は鳩専門の世話係も乗車した。

## 武装

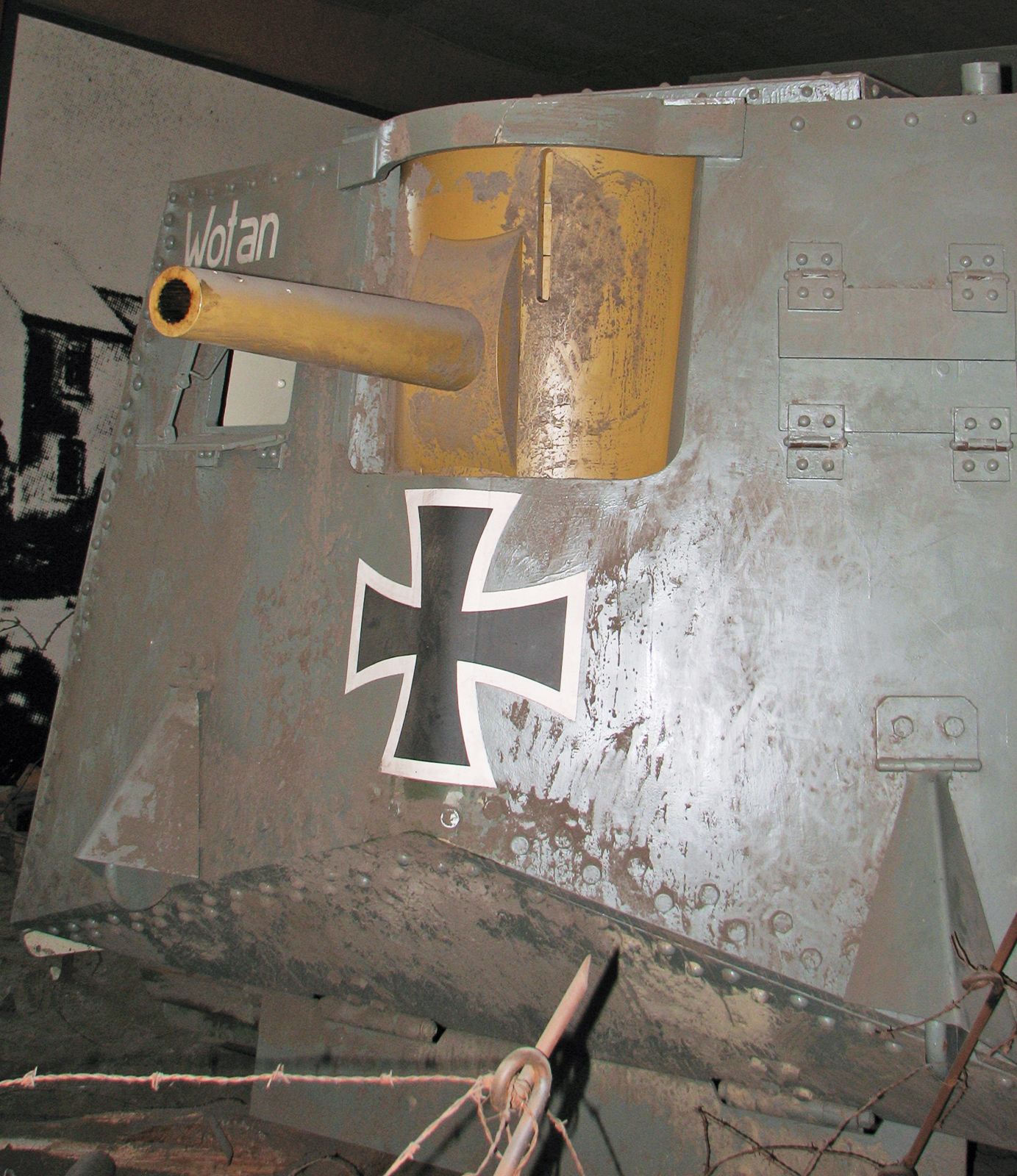
ムンスターに展示される車両の主砲部

主砲はロシア軍から捕獲したベルギー製の海軍砲である、「マキシム・ノルデンフェルト 57 mm砲」（57 mm Maxim-Nordenfeldt gun）を採用し、これを砲郭式（ケースメイト式）に一門搭載した。
1914年の間に、ドイツ軍はこの砲を多数捕獲し、歩兵砲や車載砲として使用した。ドイツ軍はこの砲を、戦車の生産計画に組み込むことができるほど大量に捕獲していた。1916年には、この内の450門を運用していた。
この砲は、元々は、ベルギー戦争省のために、イギリスの「マキシム・ノルデンフェルト社」（Maxim-Nordenfelt Guns and Ammunition Company）によって、1887年に設計され、製造された。当初はリエージュとナミュールのベルギーの要塞を武装するための、要塞砲として使用された。また歩兵砲としても使用されていた。
この砲は、鋼製の砲身長1.5 mの26口径の短砲身砲で、垂直鎖栓式の尾栓を備えていた。有効射程は2.7 kmで、57x224 R mm QF 固定弾薬（薬莢と弾頭が一体になった弾薬）の榴弾（HE）を発射することができた。砲弾の重量は2.7 kgであった。後座長が150 mmと短く、車載に適していたのと、野砲として陸上戦闘に使用した結果、当時のイギリス戦車を距離2,000 mで破壊できたために、車載砲として採用され、砲弾は500発が搭載された。
他にも、やはりロシア軍から捕獲したロシア製の26口径ソコル（Sokol）57 mm砲を搭載した車輌もあり、搭載砲の違いにより砲架と砲基部にバリエーションが見られる。これらは左右に25度ずつ指向する事ができた。

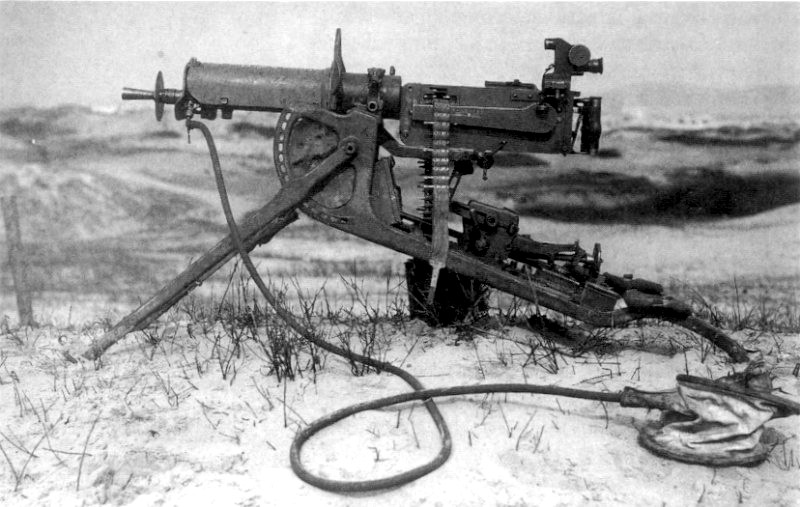
MG08重機関銃

重機関銃は複数が装備された。シュパンダウMG08 水冷式重機関銃が前部左右に二挺、後部左右に二挺、後方に二挺の合計六挺が装備され、一挺に付き二人の機関銃手が操作した。弾薬は36,000発が搭載された。ドイツが1908年に採用したMG08機関銃は、日露戦争でロシア軍が日本兵を苦しめたマキシム機関銃を範とするもので、250発の布製ベルトリンク式給弾で毎分450発を連射する能力を持っていた。ドイツはこれを開戦時には12,500挺を装備し、最終的には10万挺が配備された。
他にMG08を軽量化して可搬化したlMG08/15を一挺、モーゼル Kar98a 騎兵銃が六挺と手榴弾が装備され、これらは故障時や破損時に車外に脱出した乗員が戦闘に参加するために備え付けられていた。戦車兵それぞれの個人装備にはルガーP08が支給された。
車内はむき出しのエンジンの騒音がひどく、戦闘中はこれに戦闘騒音も加わるため声による指示は不可能であった。車内はわずかに差し込む光以外は真っ暗闇で、そのため射撃の指示は、主砲・機関銃共に、司令塔の車長が操作する射撃指示装置によって行われた。射撃指示装置は各射手の前の内壁に備えられる簡便な物で、文字盤に書かれた「ACHTUNG（注意）」と「FEUER（発射）」の表示がそれぞれ点灯するようになっていた。
なお、A7Vのなかでも「グレートヒェン号(sn.501)」は、雌型（機銃搭載型）として主砲を搭載せずMG08機関銃を二挺多く装備していたが、後に砲搭載型に改められている。
生産数は少ないにもかかわらず、試行錯誤しながらのハンドメイドであるため、装甲板の分割や各部形状にバリエーションが見られる。改良により装甲板は同じ厚さのままで耐弾性を向上させていった。

## 戦果

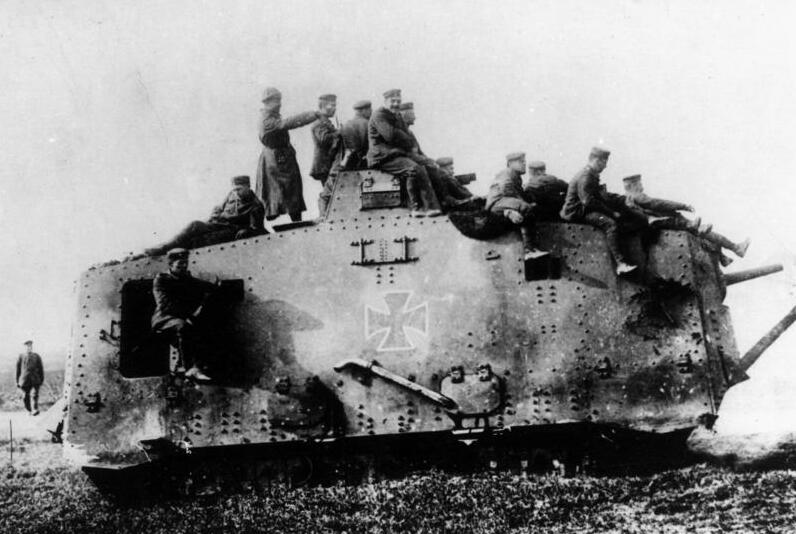
跨乗する兵士（1918年7月）

ドイツ軍は膠着した戦況の打破を目指していた。1918年の春季攻勢は「特攻隊 (Stoßtrupp)」と呼ばれるMP18（短機関銃）などを装備した歩兵部隊による浸透戦術が予定されており、A7V はこの支援にあたることになっており、突撃戦車という名称もこれに基づくものだった。一般の歩兵や突撃部隊と共に浸透戦術を想定した訓練も行われ、1918年3月21日のサン・カンタン（St. Quentin）北部での戦闘が初の実戦参加となった。
世界初の戦車戦は1918年4月24日午前にフランス北部のアミアン近郊、ヴィレ＝ブルトヌー付近でイギリス軍のMk.IV戦車三輌と A7V 「メフィスト号(sn. 506)」「エルフリーデ号(sn. 542)」「ニクス号(sn. 561)」三輌の間で行われた。（イギリス軍はMk.Vとする説もある。Mk.IVの改良型で、操縦手一人での運転が可能となり、機動力が向上している。）雌型（機銃搭載型）の射撃を物ともしない A7V の攻撃で二輌が撃破されたが、応援の雄型（6ポンド砲搭載型）が A7V 「ニクス号」に砲弾を三発直撃、五名を戦死させ、戦車を放棄させた。残りのドイツ戦車は後退した。このときドイツ側の歩兵部隊も後退しており、イギリス軍の戦車も放棄するには至らなかったため、戦闘の結果判定はイギリス軍の勝利とされている。なお、「ニクス号」は脱出した乗組員が再搭乗し、自力で帰投している。また「エルフリーデ号」も損傷を受けており、戦闘終了後に操縦ミスから転覆し行動不能となった。
同日、一輌の A7V と七輌のマーク A ホイペット中戦車との戦闘が発生した。やはり機銃しか持たないイギリス軍戦車は一輌が A7V の砲により破壊され、三輌がドイツ軍野砲の直接射撃で失われた。（逆に、 A7V が倒されたとする資料もある。）
結局、 A7V が実戦で使用されたのは50日あまりだった。協商国側が合計で6,000輌あまりの戦車を投入可能であったのに対し、ドイツ側は20輌の A7V と併せて鹵獲戦車部隊100輌弱程度しか投入出来ず、大きく戦局を転換させることはできなかった。1917年11月のカンブレーの戦いにおいても、イギリス軍は計324輌の戦車でもって膠着した戦線に突起部を形成することに成功したが、これは再びドイツ側に奪い返された。戦車の投入は前線では有効であったものの、戦争全般に与えるほどの影響力は持たなかった。

## 各車のその後
| シャーシ ナンバー | 名称                             | 所属部隊                     | その後 |
| ----------------- | -------------------------------- | ---------------------------- | --- |
|                   | 試作車輌                         | 訓練学校                     | 教習車 |
|                   | 試作車輌                         | 訓練学校                     | 教習車 (GrKrftBtl. 1) |
|                   | 無線車                           | 訓練学校                     | Kraftfahrer (GrKrftBtl. 1) |
| 501               | Gretchen                         | 第一部隊、第二部隊、第三部隊 | 1919年に協商国によりスクラップ。 |
| 502/503           |                                  | 第一部隊、第三部隊           | 502 のシャーシ破損後、上部構造を 503 に転用。1918年10月にドイツにてイギリスにより捕獲され、その場で廃棄された。                                                 |
| 504/544           | Schnuck                          | 第二部隊                     | 544 のシャーシ破損後、上部構造を 504 に転用。1918年8月31日に Fremicourt にて損失。一部の部品が現存する。レプリカがボービントン戦車博物館に展示。                |
| 505               | Baden I , (Prinz) August Wilhelm | 第一部隊、第三部隊           | 1919年に協商国によりスクラップ。 |
| 506               | Mephisto                         | 第一部隊、第三部隊           | 1918年4月24日にヴィレル・ブルトンヌにて損失。オーストラリア軍に回収され、現在はオーストラリア、ブリスベーンのクィーンズランド博物館にて展示。唯一現存する車輌。 |
| 507               | Cyklop , (Prinz) Eitel Friedrich | 第一部隊、第三部隊           | 1919年に協商国によりスクラップ。 |
| 524               |                                  |                              | A7V-U に流用。 |
| 525               | Siegfried                        | 第二部隊                     | 1919年に協商国によりスクラップ。 |
| 526               |                                  | 第一部隊                     | 1918年6月1日にドイツによりスクラップ。 |
| 527               | Lotti                            | 第一部隊                     | 1918年6月1日に Pompelle Fort にて損失。 |
| 528               | Hagen                            | 第二部隊                     | 1918年8月31日に Fremicourt にて損失。 |
| 529               | Nixe II                          | 第二部隊                     | 1918年5月31日にランスにて損失。アメリカ軍に回収されたのち、1942年にアバディーン実験場にて廃棄処分。                                                             |
| 540               | Heiland                          | 第三部隊、第一部隊           | 1919年に協商国によりスクラップ。 |
| 541               |                                  | 第一部隊                     | 1919年に協商国によりスクラップ。 |
| 542               | Elfriede                         | 第二部隊                     | 1918年4月24日にヴィレル・ブルトンヌにて損失。 |
| 543               | Hagen , Adalbert , König Wilhelm | 第二部隊、第三部隊           | 1919年に協商国によりスクラップ。 |
| 560               | Alter Fritz                      | 第一部隊                     | 1918年10月11日に Iwuy にて損失。 |
| 561               | Nixe                             | 第二部隊                     | 1918年4月24日にドイツによりスクラップ。 |
| 562               | Herkules                         | 第一部隊、第二部隊           | 1918年8月31日以降にドイツによりスクラップ。 |
| 563               | Wotan                            | 第二部隊                     | 実車は1919年に協商国によりスクラップ。1980年代に現存する"Mephisto"に基づいてレプリカを作成。現在はドイツのムンスター戦車博物館に展示。                          |
| 564               | (Prinz) Oskar                    | 第三部隊                     | 1919年に協商国によりスクラップ。 |

### ドイツ
1918年11月11日に第一次世界大戦は休戦したが、1919年1月にベルリンで発生したスパルタクス団（ドイツ共産党の前身）の武装蜂起の鎮圧に、捕獲したMk.IV 戦車2輌や装甲車と共に1輌の A7V が反革命義勇軍（フライコール・Freicorps）側の戦力として投入された。Hedi と命名されたこの戦車は実戦投入された車輌ではなく、訓練学校にあった教習車か無線車を武装させたものであったようだ。Hedi は2月6日のヴァイマルで行われた国民議会の警備も行っている。4月17日にブラウンシュヴァイク、5月11日はライプツィヒで、ヴァイマル政権発足前の混乱鎮定に使用された。1919年6月28日のヴェルサイユ条約調印後はドイツの戦車保有が禁じられたため、Hedi も協商国に引き渡されたようだが、末路についてははっきりしない。

### フランス

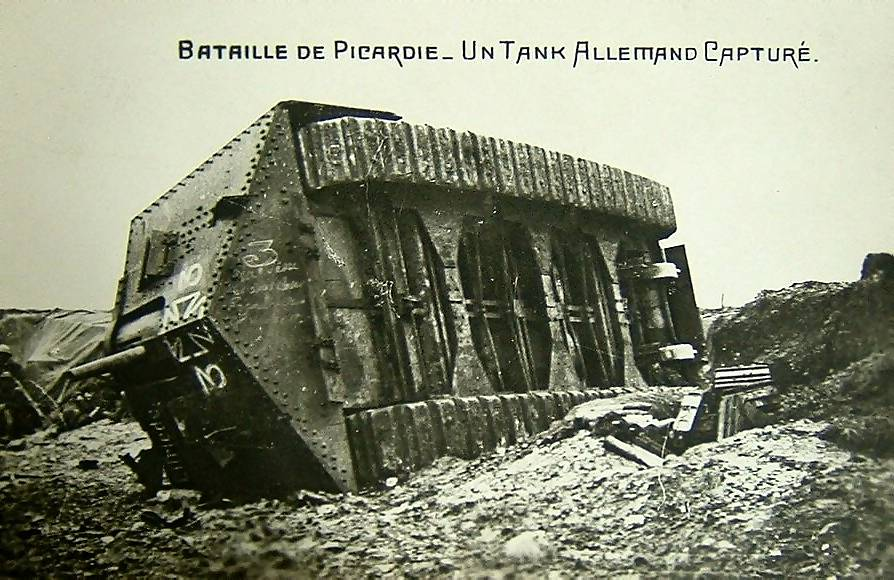
転倒したエルフリーデ号

1918年4月24日の対戦車戦闘後に行動不能に陥った「エルフリーデ号(sn. 542)」は、最初に協商国に捕獲された A7V となり走行テストや耐弾テストなど様々な試験に供され、この時の様子は16ミリフィルムにも残されている。パリのコンコルド広場で他の戦時捕獲品と共に展示された後、1920年にスクラップにされたと推測される。
フランスは、エルフリーデ号以外に「503」、「Lotti号(sn. 527)」、「526」、「フリードリヒ2世 (Alter Fritz)号(sn. 560)」、「ニクス号(sn. 561)」、「ヘラクレス号(sn. 562)」を入手した。ヘラクレス号はイギリスに引き渡されたのではないかと考えられている。フリードリヒ2世号は爆破され、他の車輌も部品が取り外されてから解体されたと思われ、最後に Lotti が1922年に廃棄された。

### ポーランド
戦後はフランスが接収した車輌の一部がポーランドに売却され、1919年2月からのポーランド・ソビエト戦争で使用されたとも言われている。若干の証言者によれば、1920年の停戦時には5輌の実働車輌があり、1926年まで一部が運用されていたというもので、事実であればポーランドはドイツよりも長い期間、A7V を運用したことになる。ドイツ降伏時に協商国に接収された車輌のいくつかに末路のはっきりとしないものがあるものの、ポーランド、ソ連共にそれを示す資料は発見されておらず、否定する意見もある。
2013年、ポーランド東部のLubartów、Wieprz川の川底で発見された戦車は、戦後売却された A7V と思われる。一部の A7V は民間に売却され、木材運搬に従事した後、軍に接収された。

### イギリス

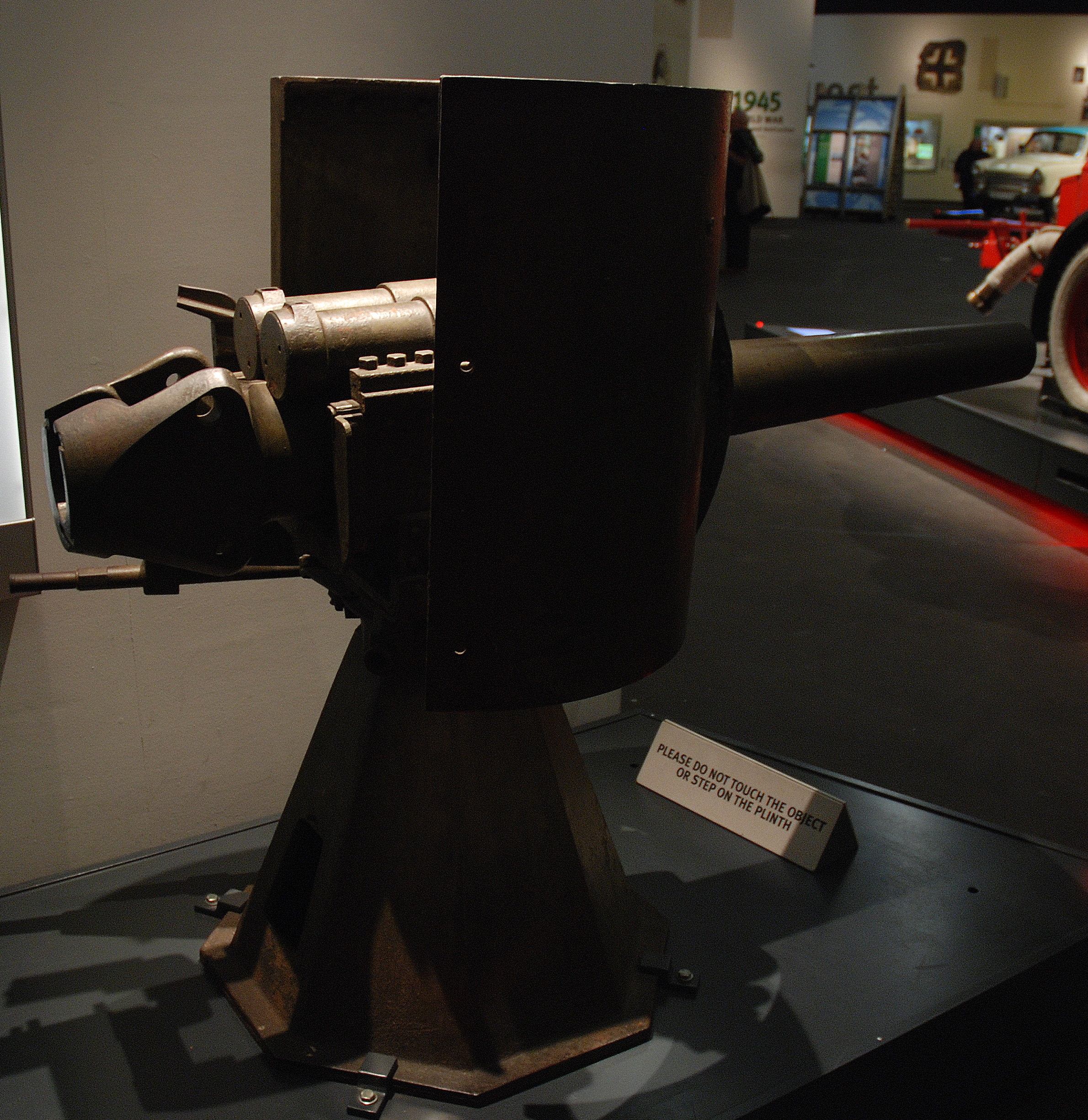
シュヌック号の主砲と砲架

ニュージーランド軍は、1918年8月31日の戦闘で放棄された「シュヌック号(sn. 504)」と「ハーゲン号(sn. 528)」を捕獲したが、二輌ともイギリス軍に引き渡された。二輌とも戦利品として展示された後にスクラップ処分された。ほかに、ヘラクレス号もイギリスに持ち込まれた後にスクラップされたと思われる。シュヌック号の主砲と砲架の一部がImperial War Museum Northで屋内展示されている。
このシュヌック号はフォードのフォードソン・トラクターをベースに自走可能なレプリカが製作され、2012年11月よりボービントン戦車博物館で展示されている。

### アメリカ
アメリカはランスで放棄されていた「ニクス号II(sn. 529)」をテストのために1919年に持ち帰った。アバディーンでのテスト終了後、試射の標的として用いられた。アバディーンに展示される他の車輌と同じく屋外に展示されていたが、1940年代に錆びがひどくなったため、1942年に廃棄処分された。

### オーストラリア

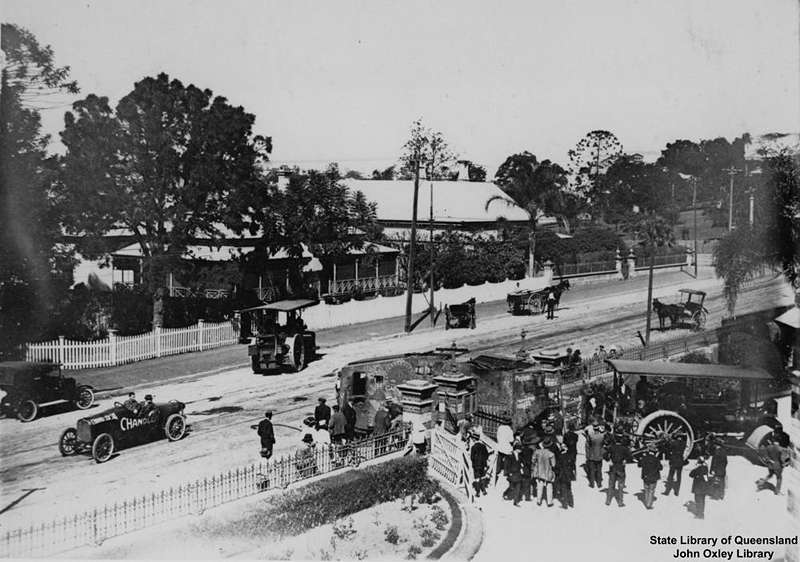
蒸気ローラーに牽引されるメフィスト号（1919年に撮影）

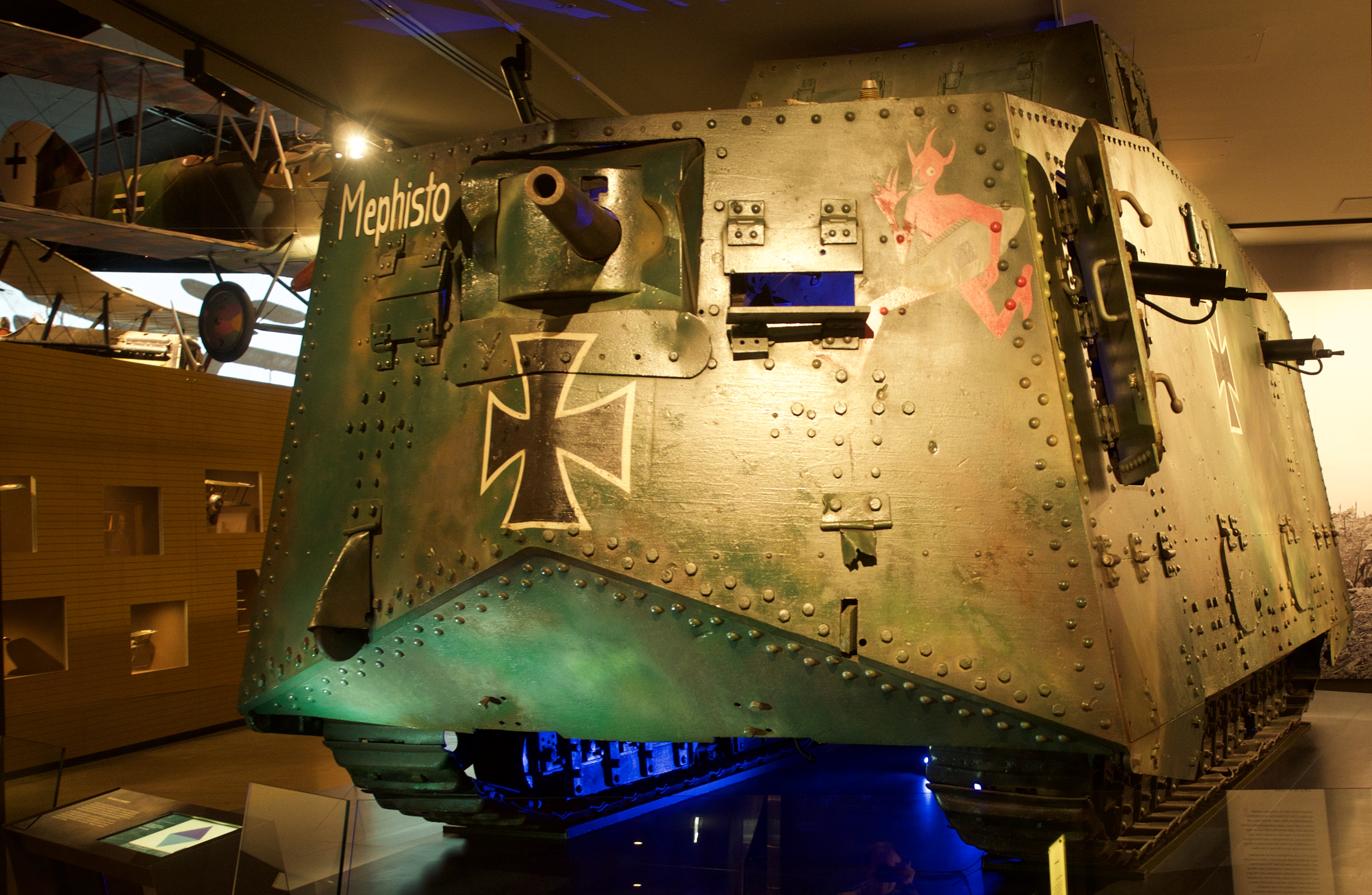
現存するメフィスト号

現存する車輌は、オーストラリア軍に捕獲され、現在もオーストラリアのクイーンズランド博物館にある「メフィスト号(sn. 506)」のみが唯一の実車である。メフィスト号は1918年4月24日に、フランス北部ソンム・ヴィレル・ブルトンヌで砲弾穴に横転した状態で放置された。場所はドイツ軍側の後方地帯であったもののドイツ軍は2度の回収に失敗し、周囲が無人地帯になったときに進撃してきたオーストラリア軍が1918年7月22日に回収した。
1919年1月25日にロンドンで展示されてからオーストラリアに運ばれ、1919年8月22日から1979年6月までクイーンズランド博物館の前に屋外展示されていた。現在は修復が施され屋内展示されている。
現在に残される当時の A7V の写真で、横転した状態や、車体側面に戦車を踏みつける王冠を被ったライオンのイラストが描かれた写真があるが、これは本車の姿である。
ドイツのムンスター戦車博物館でディオラマ風に展示されているヴォータン号は1980年代末にメフィスト号を元に作られた精巧なレプリカであるが、メフィスト号の砲架はトレッスル型と呼ばれる暫定型のもので、この部分の形状は2輌の間で異なる。

## バリエーション
兵員・弾薬輸送車（Überlandwagen）
A7V のシャーシの周囲を囲う形で可倒式の板で荷台を作った車輛。屋根はなく武装も施されていなかった。30輛ほどが生産された。
突撃戦車 A7V-U
捕獲したイギリス軍の菱形戦車を参考に作られた車輌。外観上はイギリス軍の菱形戦車を参考としており、菱形の車体と、全体を一周する履帯を備えていた。
対空戦車（Flakpanzer A7V）
1918年にクルップで作られた、兵員・弾薬輸送車型の車体前後に対空砲としてロシア製1902年型76.2mm野砲を計2門搭載した試作対空車輌。
自走砲
計画のみ

## 登場作品

### 小説
『修羅の大空』
吉岡平のライトノベル。ドイツ帝国最強のAFVとして主人公を追い詰めるが、味方機（ブリストル・バレット）の機銃掃射で撃破される。

### アニメ・マンガ
『ギア・アンティーク』
外薗昌也のマンガ版のみに登場。戦車決闘に使われている。
『鋼鉄の虹 パンツァーメルヒェンRPG』
六鹿文彦の同人誌版『特攻元帥』に登場。イェーガーの狙撃によって撃破される。

### ゲーム
『バトルフィールド1』
｢重戦車｣名義で登場。史実には無い、火炎放射器装備型や軽榴弾砲装備型が登場する。
『エンパイア・アース』
「A7V徹甲弾戦車」として登場する。
『War Thunder』
2025年エイプリルフールイベントにて追加され、イベントタスクをクリアすることで入手できた。現在入手不可